# 20583 Ріхтхаммер
20583 Ріхтхаммер (20583 Richthammer) — астероїд головного поясу, відкритий 9 вересня 1999 року.
Тіссеранів параметр щодо Юпітера — 3,292.